# Rainer Maedge
Rainer Maedge (* 17. Februar 1944 in Leipzig) ist ein deutscher Politiker (SPD) und Eishockeyfunktionär.

## Ausbildung und Beruf
Nach dem Abschluss der Realschule mit der Mittleren Reife besuchte Rainer Maedge die Verwaltungsschule. Nach dem Ablegen der Abschlussprüfung für den gehobenen Dienst war er von 1968 bis 1974 als Referent für Städtebau, Wohnungswesen und Verkehr in der Planungsgruppe beim Oberstadtdirektor der Stadt Köln tätig.
Er war ab 1974 Referent, später Hauptreferent beim Verband kommunaler Unternehmen in Köln. Zwischenzeitlich von 1979 bis 1981 war er Landesgeschäftsführer der SPD Nordrhein-Westfalen. 1987 wurde er Mitgeschäftsführer der Westdeutschen Lotterie GmbH Münster. Von 1997 bis 2013 arbeitete er für die Wintershall-Gruppe als "Leiter öffentliche Beziehungen". Seitdem arbeitet er als freiberuflicher Kommunikations- und Politikberater.

## Politik
Rainer Maedge ist seit 1965 Mitglied der SPD. Von 1971 bis 1973 war er Vorsitzender des SPD-Ortsvereins Köln-Brück und von 1973 bis 1978 stellvertretender Vorsitzender der Arbeitsgemeinschaft für Arbeit (AfA) in der SPD im Unterbezirk Köln. Von 1977 bis 1979 fungierte er als stellvertretender Vorsitzender der AfA in Nordrhein-Westfalen. Stellvertretender Vorsitzender des SPD-Bezirks Mittelrhein war er von 1978 bis 1979. 1981 wurde er Vorsitzender des Unterbezirksvorstands der Kölner SPD und 1978 Mitglied des Landesvorstandes der SPD NRW. Maedge ist seit 1969 Mitglied der Gewerkschaft Öffentliche Dienste, Transport und Verkehr.
Rainer Maedge war vom 28. Mai 1975 an direkt gewähltes Mitglied des 8., 9. und 10. Landtages von Nordrhein-Westfalen, aus dem er vorzeitig am 29. Juni 1987 ausschied. Er vertrat im Landtag den Wahlkreis 019 Köln-Stadt VI bzw. den Wahlkreis 019 Köln VII.

## Eishockey
Rainer Maedge ist Präsident des KEC „Die Haie“ e.V., dem Stammverein des DEL-Clubs Kölner Haie.
Er war Vizepräsident des 2015 gegründeten Eishockeyverband Nordrhein-Westfalen und von 2018 bis 2020 dessen Präsident.

## Ehrungen
- 1983: Verdienstkreuz am Bande der Bundesrepublik Deutschland